# Groen
Groen (pol. Zieloni) – belgijska i flamandzka partia polityczna o profilu lewicowym i ekologicznym. Jej partią siostrzaną po stronie frankofońskiej jest Ecolo. Groen należy do Europejskiej Partii Zielonych.

## Historia
Partia powstała jako Agalev (akronim od niderl. Anders Gaan Leven, dosł. „by zacząć żyć inaczej”). W wyborach w 1981 zdobyła dwa mandaty w Izbie Reprezentantów. Najwyższe poparcie w wyborach krajowych uzyskała w 1999. Weszła wówczas w skład pierwszego rządu Guya Verhofstadta, jedna z liderek Magda Aelvoet objęła stanowisko wicepremiera oraz ministra spraw konsumentów, zdrowia publicznego i środowiska. W wyborach w 2003 ugrupowanie uzyskało prawie trzykrotnie słabszy wynik i znalazło się poza parlamentem. W tym samym roku przyjęło nową nazwę Groen! (z wykrzyknikiem na końcu). Ustanowiono też jednoosobowe kierownictwo w miejsce sekretarzy krajowych. W 2007 wprowadziło nieliczną reprezentację do parlamentu federalnego, pozostając w opozycji. W 2009 przyłączyła się do nich Partia Socjalliberalna. W 2012 skrócono nazwę partii do Groen. W latach 2020–2025 partia ponownie brała udział we władzy na szczeblu federalnym. Należała wówczas do wielopartyjnej koalicji, współtworząc rząd, na czele którego stanął Alexander De Croo.

## Wyniki wyborcze

### Wybory do Izby Reprezentantów[4]
- 1981: 2,3% głosów, 2 mandaty
- 1985: 3,7% głosów, 4 mandaty
- 1987: 4,5% głosów, 6 mandatów
- 1991: 4,9% głosów, 7 mandatów
- 1995: 4,4% głosów, 5 mandatów
- 1999: 7,0% głosów, 9 mandatów
- 2003: 2,5% głosów, 0 mandatów
- 2007: 4,0% głosów, 4 mandaty
- 2010: 4,4% głosów, 5 mandatów[5]
- 2014: 5,3% głosów, 6 mandatów
- 2019: 6,1% głosów, 8 mandatów
- 2024: 4,7% głosów, 6 mandatów[6]

### Wybory do Parlamentu Europejskiego
- 1979: 2,0% głosów, 0 mandatów[7]
- 1984: 3,9% głosów, 1 mandatów[8]
- 1989: 6,3% głosów, 2 mandaty[9]
- 1994: 4,9% głosów, 1 mandat[10]
- 1999: 7,5% głosów, 2 mandaty[11]
- 2004: 4,9% głosów, 1 mandat[12]
- 2009: 4,1% głosów, 1 mandat[13]
- 2014: 6,7% głosów, 1 mandat[14]
- 2019: 7,8% głosów, 2 mandaty[15]
- 2024: 6,3% głosów, 1 mandat[16]

## Przewodniczący (od 2003)
- 2003–2007: Vera Dua
- 2007–2009: Mieke Vogels
- 2007–2014: Wouter Van Besien
- 2014–2022: Meyrem Almaci
- 2022–2024: Nadia Naji i Jeremie Vaneeckhout[17]
- od 2024: Bart Dhondt[18]